# Maurice Legendre
Maurice Legendre (Paris, 1878 - Madrid, 12 de janeiro de 1955) foi um intelectual católico e hispanista francês.
Legendre influenciou a recuperação do Santuário de Nossa Senhora da Penha de França, localizado em El Cabaco (província de Salamanca, Espanha), e seus restos mortais estão enterrados na nave da igreja.  

## Obras
- Le problème de l'éducation. Paris, Bloud et Gay, 1911. (em francês)
- La guerre prochaine et la mission de la France. Paris, M. Rivière et Cie, 1913. (em francês)
- La Guerre et la vie de l'esprit. Paris, Bloud et Gay, 1918. (em francês)
- La Paix prochaine et la Mission des Alliés. Paris, Bloud et Gay, 1918. (em francês)
- Las Jurdes: étude de géographie humaine. Bordéus, Féret et fils, 1927. (em francês)
- La Casa Velázquez. Paris, L'Artisan du Livre, 1928. (em francês)
- Sainte Therese d'Avila. Marselha, Éditions Publiroc, 1929. (em francês)
- Littérature espagnole. Paris, Bloud et Gay, 1930. (em francês)
- En Espagne. Paris, Hartmann , 1935. (em francês)
- Nouvelle histoire d'Espagne. Paris, Hachette, 1938. (em francês)
- Notre Dame de France en Espagne. Madrid, 1945. (em francês)